# Skibladner
Le PS Skibladner est un bateau à aubes naviguant sur le lac de Mjøsa en Norvège.
Son voyage inaugural s'est passé le 2 août 1856, faisant du Skibladner le plus ancien bateau à vapeur du monde encore en activité. À l'origine destiné à assurer le passage de la gare d'Eidsvoll aux villes de Hamar, Gjøvik et Lillehammer, il emprunte toujours aujourd'hui le même itinéraire, mais offre maintenant des visites touristiques et des évènements culinaires durant les mois d'été.
Le navire a coulé deux fois : en 1937 puis en 1967. Il a, à chaque fois, été remonté du fond du lac et rénové.
Le 14 juin 2005, la Direction norvégienne du patrimoine culturel a décidé de préserver le Skibladner, faisant de ce navire la première machine d'exploitation protégée par la Norvège.
Le bateau est nommé d'après Skidbladnir, le navire de Freyr dans la mythologie nordique.

### Source
- (en) Cet article est partiellement ou en totalité issu de l’article de Wikipédia en anglais intitulé « Skibladner » (voir la liste des auteurs).